# Анны
Анны (чечен. Іэна) — отдельные дворы с. Кенхи Шаройского района Чеченской республики.

## География
Расположено на правом берегу реки Кенхи.
Ближайшие сёла: на северо-востоке — Кенхи, на северо-западе — Школхе, на юго-востоке — Етмуткатлы.